# Bad Zwesten
Bad Zwesten – miejscowość i gmina uzdrowiskowa w Niemczech, w kraju związkowym Hesja, w rejencji Kassel, w powiecie Schwalm-Eder.

## Współpraca
Miejscowości partnerskie:
- Chaumont-en-Vexin, Francja
- Finsterbergen – dzielnica Friedrichrody, Turyngia